# Bibrka
Bibrka (em ucraniano:  Бі́брка; em polonês/polaco:  Bóbrka; em iídiche:   בוברקא) é uma cidade da Ucrânia, situada no Oblast de Leópolis. Tem 5,14 km² de área e sua população em 2020 foi estimada em 3.849 habitantes.